# Ивановка (Корткеросский район)
Ивановка (коми-зыр. Емель) — деревня в Корткеросском районе Республики Коми. Входит в сельское поселение Нившера.
Деревня расположена на правом берегу реки Нившера в 8 км от села Нившера.

## Название
По местной легенде, записанной М. Б. Рогачевым и Ю. П. Шабаевым, деревню основал Емельян Иванов из деревни Ивановской (коми-зыр. Джиян) современного Большелугского сельсовета, которому понравилось это красивое сухое место.

## История
В списке населенных пунктов 1892г. не значится. В 1916 году выделена из состава деревни Русановская (коми-зыр. Рочсикт). Обитатели деревни занимались охотой, рыболовством, сеяли ячмень, рожь, овёс, коноплю, лён, изготовляли глиняную посуду.

## Население
| 1916 | 1926 | 1959 | 1970 | 1989 | 1990 | 1995 | 2010 |
| ---- | ---- | ---- | ---- | ---- | ---- | ---- | ---- |
| 60   | 77 ↗ | 66 ↘ | 85 ↗ | 28 ↘ | 32 ↗ | 27 ↘ | 10   |